# Mycoplasma haematoparvum
Mycoplasma haematoparvum è una specie di batterio appartenente alla famiglia delle Mycoplasmataceae.